# Ред бул рејсинг
Ред бул рејсинг је тркачки тим Формуле 1, који се такмичи са аутомобилом који покреће Хонда под аустријском лиценцом и са седиштем у Уједињеном Краљевству. То је један од два тима Формуле један у власништву компаније за пиће Ред бул ГмбХ, а други је Скудерија Алфа Таури (раније Скудерија Торо Росо). Тимом Ред бул рејсинг руководи Кристијан Хорнер од његовог формирања 2005. године.
Ред бул је имао Косвортов моторе 2005. и Ферари моторе 2006. Тим је користио моторе које је испоручивао Рено између 2007. и 2018. (од 2016. до 2018. мотор Рено је поново означен као „ТАГ Хојер“ након распада односа између Ред була и Рено 2015. године). Током овог партнерства, освојили су четири узастопне титуле шампиона возача и конструктора од 2010. до 2013. године, поставши први аустријски тим који је освојио титулу. Тим је почео да користи Хонда моторе 2019. Партнерство са Хондом кулминирало је 2021. након победе возача Ред була Макса Верстапена у светском шампионату возача. Хонда ће наставити да испоручује комплетне моторе из Јапана за Ред бул и Алфа Таури до краја 2025. године.

## Историја

### Порекло
Тренутни Ред бул тим може да прати своје порекло од Стјуарт гранд при одела која су дебитовали 1997. Џеки Стјуарт је продао свој тим Форд мотор компани крајем 1999. и Форд је донео одлуку да ребрендира тим Јагуар рејсинг са мало накнадних успеха у наредних пет година.

Конструктор и тркачки тим Јагуар рејсинг Формуле 1 стављен је на продају у септембру 2004. када је Форд одлучио да „више не може да представља убедљив пословни случај за било који од његових брендова да се такмичи у Формули 1“. Ред бул, компанија за производњу енергетских пића, договорила је куповину Јагуар рејсинга последњег дана продаје, 15. новембра 2004. Би-Би-Си спорт је известио да је Форд тражио од понуђача симболичан 1 долар у замену за обавезу да уложи 400 милиона долара у тим током три сезоне тркања. Тим је наставио да има приступ мотору Косворт развијеном за њихову шасију из 2005. године, а операција је настављена под новим насловом. Кристијан Хорнер је постављен као нови шеф тима и поставио је Дејвида Култарда и Кристијана Клина да возе за тим.
Ред бул рејсинг није био почетак Ред буловог учешћа у Формули 1, пошто су спонзорисали Заубер од 1995. до 2004. Након куповине сопственог тима Формуле 1, Ред бул је прекинуо своје дугорочно партнерство са швајцарским тимом. Ред бул такође води програм за младе возаче, Ред бул јуниор тим, при чему Ред бул спонзорише перспективне младе возаче. Возачи високог профила који су добили ову подршку су Енрике Бернолди, Кристијан Клин, Патрик Фришер, Витантонио Лиуци и Скот Спид. Ред бул такође спонзорише многе возаче и тимове који се такмиче у шампионату Формуле 2, серији "хранилица" Формуле 1.

## Возачи
У следећој табели су приказани возачи у тиму Ред була по сезонама.
| Година | Возачи                                          | Поени | Шк |
| ------ | ----------------------------------------------- | ----- | -- |
| 2005   | Дејвид Култард Кристијан Клин Витантонијо Лиуци | 34    | 7. |
| 2006   | Дејвид Култард Кристијан Клин Роберт Дурнбош    | 16    | 7. |
| 2007   | Дејвид Култард Марк Вебер                       | 24    | 5. |
| 2008   | Дејвид Култард Марк Вебер                       | 29    | 7. |
| 2009   | Марк Вебер Себастијан Фетел                     | 153.5 | 2. |
| 2010   | Себастијан Фетел Марк Вебер                     | 498   | 1. |
| 2011   | Себастијан Фетел Марк Вебер                     | 650   | 1. |
| 2012   | Себастијан Фетел Марк Вебер                     | 460   | 1. |
| 2013   | Себастијан Фетел Марк Вебер                     | 596   | 1. |
| 2014   | Себастијан Фетел Данијел Рикардо                | 405   | 2. |
| 2015   | Данијел Рикардо Данил Квјат                     | 187   | 4. |
| 2016   | Данијел Рикардо Данил Квјат Макс Верстапен      | 468   | 2. |
| 2017   | Данијел Рикардо Макс Верстапен                  | 368   | 3. |
| 2018   | Данијел Рикардо Макс Верстапен                  | 419   | 3. |
| 2019   | Макс Верстапен Пјер Гасли Алекс Албон           | 417   | 3. |
| 2020   | Макс Верстапен Алекс Албон                      | 319   | 2. |
| 2021   | Макс Верстапен Серхио Перез                     | 585.5 | 2. |
| 2022   | Макс Верстапен Серхио Перез                     | 576   | 1. |